# Cohetería amateur

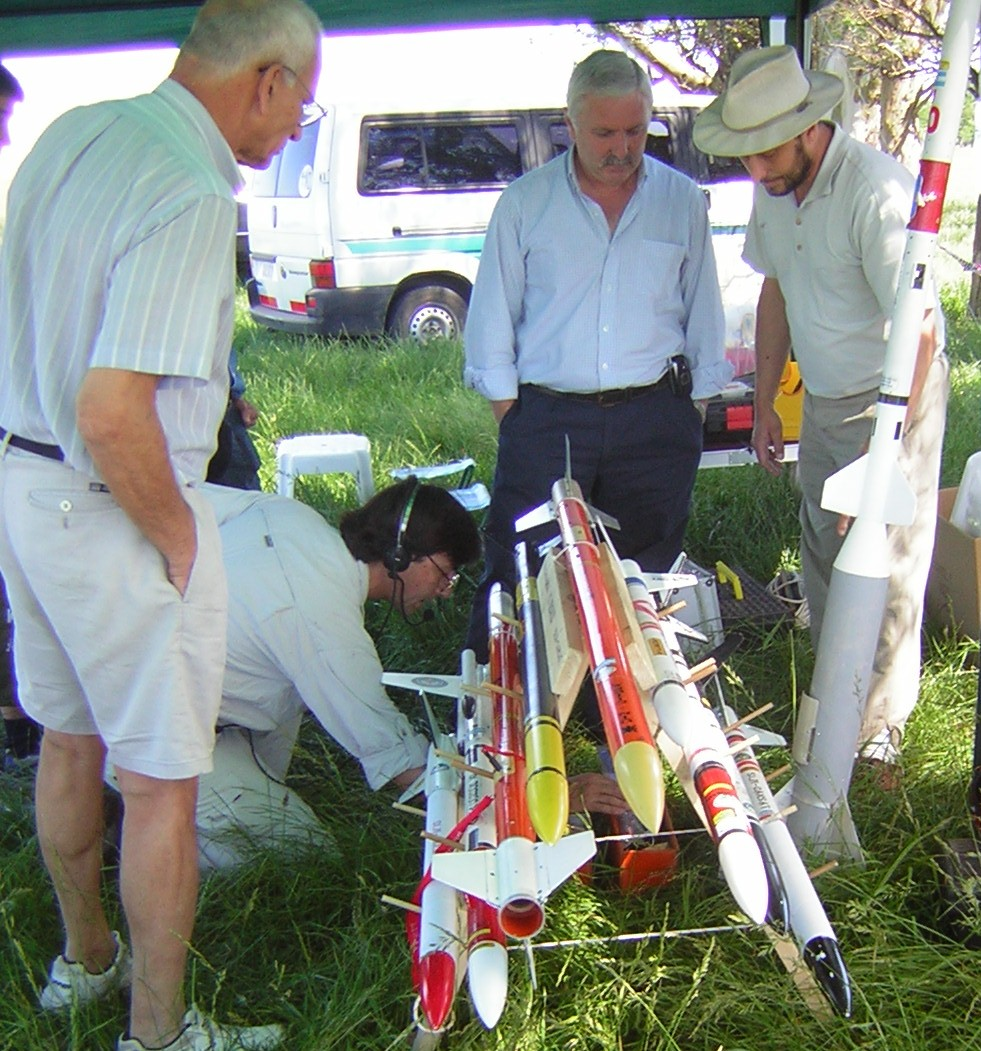
Coheteros experimentales argentinos en San Vicente (Provincia de Buenos Aires), en noviembre de 2006.

La cohetería amateur, también conocida como cohetería experimental o cohetería experimental amateur, es un hobby en el que los participantes experimentan con cohetes cuyas partes son construidas por el propio aficionado: el cohete en sí mismo (todas sus partes), incluyendo especialmente el motor y en ocasiones hasta el propio combustible.
Los coheteros aficionados han sido responsables de una parte significativa de la investigación de motores cohete y han construido y volado una variedad de motores con combustible sólido, líquido e híbridos (es decir, aquellos motores que emplean propelentes en más de un estado, generalmente combustible en estado sólido y el oxidante en fase líquida o gaseosa autopresurizada).

## Historia
La cohetería amateur es un hobby que comenzó a popularizarse a finales de los años 50, en los años posteriores al lanzamiento del Sputnik ruso. Tanto el proceso de gestación como el creciente interés por la cohetería amateur se describe de modo romántico en la novela Rocket Boys, de Homer Hickam,Jr.
En esas épocas se popularizó un propelente (combustible) llamado micrograin; su manejo y uso fue presentado y explicado metodológicamente  por el capitán Bertrand Brinley en su libro Rocket, manual para amateurs. Si bien representa un ejemplar de gran significación histórica, que se ocupa de asuntos relativos a la cohetería experimental (diseño básico, propelentes, diagramación del campo de lanzamiento, pruebas y seguimiento básico), su contenido ha sido ampliamente superado por los desarrollos científicos y tecnológicos actuales. [cita requerida]
En 1963 fue publicado el libro Handbook of Model Rocketry, del desaparecido G. Harry Stine, quien fue el primer compilador de escritos sobre el modelismo espacial tal como hoy se lo conoce. Stine fue el máximo impulsor del modelismo espacial con motores de fabricación comercial. No obstante, en su tarea siempre se opuso a la cohetería experimental en la que todo (incluyendo el motor) es construido por el aficionado.
En la actualidad algunos de los individuos más comprometidos con la promoción de la cohetería civil de aficionados (en todas sus expresiones) son, entre otros, el canadiense Richard Nakka, los estadounidenses John Coker, Darrell Mobley Archivado el 1 de junio de 2007 en Wayback Machine., Scott Fintel, E. y D. Gates Archivado el 16 de octubre de 2013 en Wayback Machine., George Gassaway y Bill Colburn, el mexicano Alberto Gassol, los australianos Craig Strudwicke y David Boyd, el argentino Guillermo Descalzo Archivado el 1 de septiembre de 2006 en Wayback Machine., el español José Luis Cortijos, etc.
El 25 de abril de 2009 el aficionado Steve Eves lanzó el cohete amateur más grande jamás lanzado, una réplica del Saturno V de 746 kg de peso.

## Tipos
Existen diferentes vertientes en la cohetería de aficionados: esta actividad comienza generalmente con la construcción y vuelo de pequeños cohetes comerciales (no confundir con fuegos artificiales), para continuar con modelos mayores, como la cohetería de alta potencia y las actividades enteramente experimentales.
Estos son los diferentes estadios:
- Modelismo espacial básico o cohetería modelista (Model Rocketry): son cohetes que se construyen con piezas pre-manufacturadas, y generalmente usan motores de pólvora negra de poca potencia. Son cohetes cuya masa no suele sobrepasar los 150 o 200 gramos, y vuelan hasta unos 300 metros de altura como máximo. Son los motores denominados A, B, C y D.

- Cohetería modelista de potencia media (Mid-Power Rocketry, también Large Model Rocketry, cohetería modelo de gran tamaño): estos cohetes usan motores comerciales, generalmente de combustibles compuestos; son cohetes con una masa algo menor a los 500 gramos, y suelen volar a mayor altura que los cohetes modelo. Los cohetes de media potencia son más complejos de construir que los cohetes-modelo, aunque la mayoría de los materiales y técnicas constructivas sean similares.

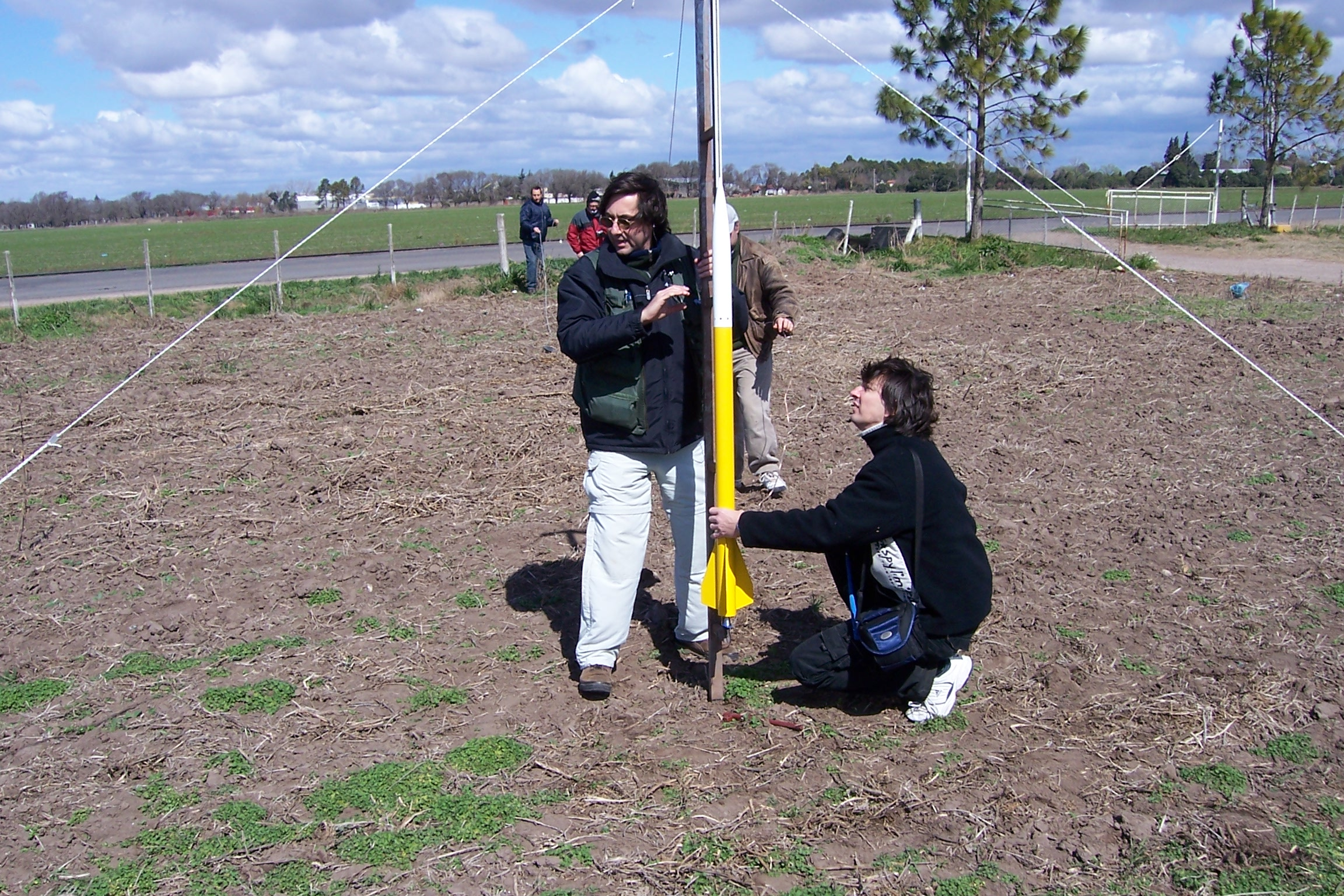
Coheteros experimentales argentinos preparando el lanzamiento de un cohete amateur de media potencia. Gral. Alvear, en las afueras de la ciudad de Rosario.

- Cohetería modelista de alta potencia (High-Power Rocketry): agrupa los cohetes más grandes construidos con componentes comerciales, incluyendo los motores. Estos cohetes tienen una masa que generalmente supera ampliamente los 500 gramos; de hecho, se han construido algunos cohetes de más de 30 kilogramos. No es imposible alcanzar con estos modelos alturas de varios kilómetros.

- Cohetería experimental amateur: esta es la categoría más desafiante de todas, ya que en ella existe independencia del tamaño o potencia del motor, y se caracteriza por que todo el cohete (completo) es construido por el aficionado, incluyendo el motor, sin límite alguno. En la fotografía a la derecha se puede ver la preparación del lanzamiento de un cohete experimental amateur de media / alta potencia. Obsérvese que los aficionados han elegido un terreno con ausencia de edificios cercanos, de vegetación en el piso y otras medidas de seguridad.

Se suele a veces también efectuar experimentación (de mecanismos, sistemas electrónicos, etc.) mediante el uso de motores comerciales de media y alta potencia.

## Metodología
Al ser la cohetería amateur una actividad que involucra el uso de productos combustibles, deflagrantes o explosivos, los aficionados a este hobby deben aprender a manejar situaciones complejas o que pueden ser potencialmente peligrosas; a medida que el conocimiento sobre cohetes se fue volcando al dominio público, se han comenzado a desarrollar motores amateur relativamente seguros, con lo que esta actividad fue ganando en seguridad; pero esto es así siempre y cuando en las prácticas se sigan procedimientos perfectamente probados y consensuados. Por ejemplo, la sociedad argentina ACEMA ha desarrollado recomendaciones prácticas básicas que pueden ser de utilidad para todos los aficionados.
De todos modos, un cohete amateur puede ser peligroso por varias razones (es un objeto en movimiento, autopropulsado y de vuelo libre), y más allá del resultado puntual de cada lanzamiento, una medida del éxito en la práctica de la cohetería amateur está dada por el uso de métodos preestablecidos (por ejemplo mediante el empleo de "checklists", o listas de comprobación de pasos), con el fin de evitar errores u olvidos involuntarios que llevan invariablemente al fracaso: si en una reunión de lanzamientos experimentales se producen reiterados fracasos debidos a "olvidos" de algún participante en el cumplimiento de alguna tarea específica (como la activación de sistemas, la inclusión de cargas de recuperación, etc.), se está en presencia de aficionados proclives a prácticas poco serias.